# Bocha nos Jogos Paralímpicos de Verão de 2012 - Individual BC2
A disputa da modalidade Individual classe BC2 da bocha nos Jogos Paralímpicos de Verão de 2012 foi realizada entre os dias 5 e 8 de setembro no Complexo ExCel em Londres.
A classe BC2 é composta por atletas com paralisia cerebral que possuem uma dificuldade menor em segurar e arremessar a bola. Não recebem nenhum tipo de assistência. Homens e mulheres competem na mesma prova e todos são cadeirantes.

## Medalhistas
| Ouro   | BRA Maciel Sousa Santos |
| Prata  | CHN Yan Zhiqiang        |
| Bronze | KOR Jeong So-Yeong      |

## Partidas preliminares
Duas partidas preliminares foram realizadas para determinar o chaveamento de 4 jogadores:
|  | Fase preliminar          |                          |    |
|  |                          |                          |    |
|  | SVK Tomáš Král           | SVK Tomáš Král           | 5* |
|  | GRE Alexandros Papadakis | GRE Alexandros Papadakis | 5  |

|  | Fase preliminar      |                      |   |
|  |                      |                      |   |
|  | SVK Robert Mezik     | SVK Robert Mezik     | 7 |
|  | CZE František Serbus | CZE František Serbus | 2 |

## Resultados

### Seção 1
|  | Primeira fase             | Primeira fase             | Primeira fase |  |  | Segunda fase            | Segunda fase            | Segunda fase            |   |                         | Quartas de final        | Quartas de final | Quartas de final |  |  | Semifinais | Semifinais | Semifinais |
|  |                           |                           |               |  |  |                         |                         |                         |   |                         |                         |                  |                  |  |  |            |            |            |
|  |                           |                           |               |  |  |                         |                         |                         |   |                         |                         |                  |                  |  |  |            |            |            |
|  |                           |                           |               |  |  | GBR Nigel Murray        | GBR Nigel Murray        | 8                       |   |                         |                         |                  |                  |  |  |            |            |            |
|  | BRA Natali Mello de Faria | BRA Natali Mello de Faria | 0             |  |  | JPN Takayuki Hirose     | JPN Takayuki Hirose     | 0                       |   |                         |                         |                  |                  |  |  |            |            |            |
|  | JPN Takayuki Hirose       | JPN Takayuki Hirose       | 12            |  |  |                         |                         |                         |   | GBR Nigel Murray        | GBR Nigel Murray        | 1                |                  |  |  |            |            |            |
|  | GBR Dan Bentley           | GBR Dan Bentley           | 1             |  |  |                         | CHN Kai Zhong           | CHN Kai Zhong           | 3 |                         |                         |                  |                  |  |  |            |            |            |
|  | POR Cristina Gonçalves    | POR Cristina Gonçalves    | 4             |  |  | POR Cristina Gonçalves  | POR Cristina Gonçalves  | 3                       |   |                         |                         |                  |                  |  |  |            |            |            |
|  | CHN Kai Zhong             | CHN Kai Zhong             | 3             |  |  | CHN Kai Zhong           | CHN Kai Zhong           | 4                       |   |                         |                         |                  |                  |  |  |            |            |            |
|  | HKG Karen Kwok            | HKG Karen Kwok            | 2             |  |  |                         |                         |                         |   |                         | CHN Kai Zhong           | CHN Kai Zhong    | 1                |  |  |            |            |            |
|  | CAN Adam Dukovich         | CAN Adam Dukovich         | 5*            |  |  |                         | BRA Maciel Sousa Santos | BRA Maciel Sousa Santos | 7 |                         |                         |                  |                  |  |  |            |            |            |
|  | GBR Zoe Robinson          | GBR Zoe Robinson          | 5             |  |  | CAN Adam Dukovich       | CAN Adam Dukovich       | 3                       |   |                         |                         |                  |                  |  |  |            |            |            |
|  | ESP Pedro Cordero Martín  | ESP Pedro Cordero Martín  | 1             |  |  | BRA Maciel Sousa Santos | BRA Maciel Sousa Santos | 9                       |   |                         |                         |                  |                  |  |  |            |            |            |
|  | BRA Maciel Sousa Santos   | BRA Maciel Sousa Santos   | 9             |  |  |                         |                         |                         |   | BRA Maciel Sousa Santos | BRA Maciel Sousa Santos | 5*               |                  |  |  |            |            |            |
|  | KOR Sohn Jeong-Min        | KOR Sohn Jeong-Min        | 5             |  |  |                         | KOR Sohn Jeong-Min      | KOR Sohn Jeong-Min      | 5 |                         |                         |                  |                  |  |  |            |            |            |
|  | THA Mongkol Jitsa-Ngiem   | THA Mongkol Jitsa-Ngiem   | 4             |  |  | KOR Sohn Jeong-Min      | KOR Sohn Jeong-Min      | 7                       |   |                         |                         |                  |                  |  |  |            |            |            |
|  | JPN Hidetaka Sugimura     | JPN Hidetaka Sugimura     | 5             |  |  | THA Watcharaphon Vongsa | THA Watcharaphon Vongsa | 2                       |   |                         |                         |                  |                  |  |  |            |            |            |
|  | THA Watcharaphon Vongsa   | THA Watcharaphon Vongsa   | 5*            |  |  |                         |                         |                         |   |                         |                         |                  |                  |  |  |            |            |            |

### Seção 2
|  | Primeira fase            | Primeira fase            | Primeira fase |  |  | Segunda fase            | Segunda fase            | Segunda fase      |   |                    | Quartas de final   | Quartas de final   | Quartas de final |  |  | Semifinais | Semifinais | Semifinais |
|  |                          |                          |               |  |  |                         |                         |                   |   |                    |                    |                    |                  |  |  |            |            |            |
|  |                          |                          |               |  |  |                         |                         |                   |   |                    |                    |                    |                  |  |  |            |            |            |
|  |                          |                          |               |  |  | KOR Jeong So-Yeong      | KOR Jeong So-Yeong      | 5                 |   |                    |                    |                    |                  |  |  |            |            |            |
|  | POR Fernando Ferreira    | POR Fernando Ferreira    | 5             |  |  | POR Fernando Ferreira   | POR Fernando Ferreira   | 4                 |   |                    |                    |                    |                  |  |  |            |            |            |
|  | ARG Pablo Cortez         | ARG Pablo Cortez         | 4             |  |  |                         |                         |                   |   | KOR Jeong So-Yeong | KOR Jeong So-Yeong | 5                  |                  |  |  |            |            |            |
|  | HKG Hiu Lam Yeung        | HKG Hiu Lam Yeung        | 3             |  |  |                         | HKG Hiu Lam Yeung       | HKG Hiu Lam Yeung | 4 |                    |                    |                    |                  |  |  |            |            |            |
|  | CAN Dave Richer          | CAN Dave Richer          | 2             |  |  | HKG Hiu Lam Yeung       | HKG Hiu Lam Yeung       | 12                |   |                    |                    |                    |                  |  |  |            |            |            |
|  | CZE František Serbus     | CZE František Serbus     | 5             |  |  | CZE František Serbus    | CZE František Serbus    | 0                 |   |                    |                    |                    |                  |  |  |            |            |            |
|  | SVK Tomáš Král           | SVK Tomáš Král           | 1             |  |  |                         |                         |                   |   |                    | KOR Jeong So-Yeong | KOR Jeong So-Yeong | 2                |  |  |            |            |            |
|  | POR Abílio Valente       | POR Abílio Valente       | 6             |  |  |                         | CHN Yan Zhiqiang        | CHN Yan Zhiqiang  | 5 |                    |                    |                    |                  |  |  |            |            |            |
|  | IRL Tom Leahy            | IRL Tom Leahy            | 1             |  |  | POR Abílio Valente      | POR Abílio Valente      | 3*                |   |                    |                    |                    |                  |  |  |            |            |            |
|  | GRE Alexandros Papadakis | GRE Alexandros Papadakis | 3             |  |  | ESP Manuel Martin Perez | ESP Manuel Martin Perez | 3                 |   |                    |                    |                    |                  |  |  |            |            |            |
|  | ESP Manuel Martín Perez  | ESP Manuel Martín Perez  | 4             |  |  |                         |                         |                   |   | POR Abilio Valente | POR Abilio Valente | 5                  |                  |  |  |            |            |            |
|  | IRL Roberta Connolly     | IRL Roberta Connolly     | 2             |  |  |                         | CHN Zhiqiang Yan        | CHN Zhiqiang Yan  | 7 |                    |                    |                    |                  |  |  |            |            |            |
|  | SVK Robert Mezik         | SVK Robert Mezik         | 5             |  |  | SVK Robert Mezik        | SVK Robert Mezik        | 5                 |   |                    |                    |                    |                  |  |  |            |            |            |
|  |                          |                          |               |  |  | CHN Zhiqiang Yan        | CHN Zhiqiang Yan        | 6                 |   |                    |                    |                    |                  |  |  |            |            |            |
|  |                          |                          |               |  |  |                         |                         |                   |   |                    |                    |                    |                  |  |  |            |            |            |

### Disputa do 5º-8º lugar
|  | Fase preliminar | Fase preliminar    | Fase preliminar |  |  | Disputa do 5º lugar | Disputa do 5º lugar | Disputa do 5º lugar |
|  |                 |                    |                 |  |  |                     |                     |                     |
|  |                 | GBR Nigel Murray   | 0               |  |  |                     |                     |                     |
|  |                 | HKG Hiu Lam Yeung  | 11              |  |  |                     |                     |                     |
|  |                 |                    |                 |  |  |                     | HKG Hiu Lam Yeung   | 1                   |
|  |                 |                    |                 |  |  |                     | POR Abilio Valente  | 4                   |
|  |                 | KOR Sohn Jeong-Min | 2               |  |  |                     |                     |                     |
|  |                 | POR Abilio Valente | 3               |  |  | Disputa do 7º lugar | Disputa do 7º lugar | Disputa do 7º lugar |
|  |                 |                    |                 |  |  |                     | GBR Nigel Murray    | 7                   |
|  |                 |                    |                 |  |  |                     | KOR Sohn Jeong-Min  | 2                   |

### Fase final
|  | Semifinais | Semifinais              | Semifinais |  |  | Final               | Final                   | Final               |
|  |            |                         |            |  |  |                     |                         |                     |
|  |            | CHN Zhong Kai           | 1          |  |  |                     |                         |                     |
|  |            | BRA Maciel Sousa Santos | 7          |  |  |                     |                         |                     |
|  |            |                         |            |  |  |                     | BRA Maciel Sousa Santos | 8                   |
|  |            |                         |            |  |  |                     | CHN Yan Zhiqiang        | 0                   |
|  |            | KOR Jeong So-Yeong      | 2          |  |  |                     |                         |                     |
|  |            | CHN Yan Zhiqiang        | 5          |  |  | Disputa pelo bronze | Disputa pelo bronze     | Disputa pelo bronze |
|  |            |                         |            |  |  |                     | CHN Zhong Kai           | 1                   |
|  |            |                         |            |  |  |                     | KOR Jeong So-Yeong      | 5                   |